# Seb Dance
 (mars 2019).
Si vous disposez d'ouvrages ou d'articles de référence ou si vous connaissez des sites web de qualité traitant du thème abordé ici, merci de compléter l'article en donnant les références utiles à sa vérifiabilité et en les liant à la section « Notes et références ».
Sebastian Dance dit Seb Dance, né le 1er décembre 1981 à Roehampton, est un homme politique britannique, membre du Parti travailliste. Il est représentant du Grand Londres au Parlement européen de 2014 à 2020.

## Biographie

### Jeunesse et vie personnelle
Seb Dance est né à Roehampton, un quartier de Wandsworth dans le Grand Londres au Royaume-Uni.
Il étudie à l'Université de Manchester, dans le Nord de l'Angleterre. Parallèlement à ses études, il est élu "sabbatical officer" de la Manchester Student Union (Union Étudiante de Manchester), c'est-à-dire dirigeant salarié du syndicat étudiant. À ce titre, il dirige des campagnes et supervise la participation des étudiants à la fusion entre l'University of Manchester Institute of Science and Technology et la Victoria University of Manchester.
Il vit à Londres avec son mari, Spencer Livermore, qui est directeur général des campagnes électorales pour le  Parti travailliste.

### Carrière professionnelle
De 2007 à 2009, Seb Dance est conseiller du Secrétaire d'État pour l'Irlande du Nord. Il travaille ensuite dans une petite entreprise de communication, TLG, puis pour l'association humanitaire ActionAid RU, plus particulièrement sur des campagnes pour des changements structurels destinés à atténuer la pauvreté et la faim autour du monde. Il mène au sein de cet organisme une longue campagne contre l'évasion fiscale des firmes transnationales.

### Carrière politique
Le 22 mai 2014, Seb Dance est l'un des quatre travaillistes élus députés européen dans la circonscription du Grand Londres.
Au sein du Parlement européen, son parti est affilié au Alliance progressiste des socialistes et démocrates au Parlement européen, d'idéologie social-démocrate. Il est aussi membre de la commission de l'environnement, de la santé publique et de la sécurité alimentaire, chargée de la pollution de l'eau et de l'air, de la gestion des déchets et du changement climatique. Parallèlement, il prend aussi part à la délégation à l'Assemblée parlementaire paritaire ACP-UE et à la délégation à l'Assemblée parlementaire euro-latino-américaine.
Le 1er février 2017, en pleine séance du Parlement européen, il brandit un papier sur lequel il a écrit « He's lying to you » (« il vous ment ») au moment où Nigel Farage prononce un discours dans lequel il défend le décret anti-immigration de Donald Trump.
Le 23 mai 2019, il est réélu au Parlement européen. Il quitte son siège le 31 janvier 2020, lors de la sortie du Royaume-Uni de l'Union européenne.